# 船引町
船引町（ふねひきまち）は福島県田村郡に置かれていた町。現在の田村市船引町地区。

## 地理
町内の東側は、なだらかな阿武隈高地がつづき、日山などの頂点を境に町域を分ける。また、町の南部には片曽根山があり、田村富士と呼ばれ親しまれている。町の西側の郡山市方面から、町の南東のいわき方面に続く鉄道や高速道路が整備されている。
- 山: 日山 (1,057m)、移ヶ岳 (994m)、黒石山 (865m)、鎌倉岳　(967m)
- 河川: 大滝根川、移川

### 隣接していた市町村
- 田村郡
  - 三春町
  - 小野町
  - 大越町
  - 常葉町
  - 都路村
- 郡山市
- 双葉郡葛尾村
- 安達郡岩代町

## 歴史

### 年表
- 1889年（明治22年）4月1日 - 町村制施行に伴い、片曾根村（かたそねむら），芦沢村，美山村，移村，瀬川村，文珠村，七郷村が成立。
- 1915年（大正4年）3月21日 - 平郡西線（現在の磐越東線）三春 - 小野新町間が開業。
- 1934年（昭和9年）4月1日 - 片曾根村が町制施行・改称し船引町となる。
- 1955年（昭和30年）4月1日 - 船引町，芦沢村，美山村，移村，瀬川村，文珠村，七郷村の一部が合併し、船引町となる。七郷村の残部は大越町へ編入。
- 1970年（昭和45年）4月1日 - 国道288号が制定。
- 1995年（平成7年）8月2日 - 船引三春インターチェンジが供用開始。
- 2005年（平成17年）3月1日 - 大越町，滝根町，常葉町，都路村と合併し、田村市となる。

### 行政区域変遷
- 変遷の年表

| 船引町町域の変遷（年表） | 船引町町域の変遷（年表） | 船引町町域の変遷（年表） |
| 年                       | 月日                     | 旧船引町町域に関連する行政区域変遷 |
| ------------------------ | ------------------------ | --- |
| 1889年（明治22年）       | 4月1日                   | 町村制施行により、以下の村が発足。 - 片曾根村 ← 船引村・今泉村 - 文珠村 ← 春山村・粠田村・石森村 - 美山村 ← 北鹿又村・長外路村 - 瀬川村 ← 石沢村・新舘村・門鹿村・大倉村 - 移村 ← 上移村・南移村・北移村・中山村・横道村 - 芦沢村 ← 芦沢村が単独で村制施行 - 七郷村 ← 堀越村・遠山沢村・永谷村・椚山村・門沢村・牧野村・栗出村 - 要田村 ← 熊耳村・笹山村・荒和田村・南成田村・北成田村 |
| 1934年（昭和9年）        | 4月1日                   | 片曾根村が町制施行・改称し船引町となる。 |
| 1955年（昭和30年）       | 4月1日                   | - 船引町・文珠村・美山村・瀬川村・移村・芦沢村と七郷村の一部（堀越・遠山沢・永谷・椚山・門沢）が合併し船引町が発足。 - 要田村は三春町、沢石村、中妻村、中郷村、御木沢村が合併し三春町が発足。 |
| 1957年（昭和32年）       |                          | 三春町の一部（笹山・荒和田と熊耳・南成田の各一部）は船引町に編入。 |
| 1963年（昭和38年）       |                          | 船引町の一部（笹山・荒和田・要田の各一部）は三春町に編入。 |
| 2005年（平成17年）       | 3月1日                   | 船引町は滝根町・大越町・都路村・常葉町が合併し田村市が発足。船引町は消滅。 |

- 変遷表

| 船引町町域の変遷表（※細かい境界の変遷は省略） | 船引町町域の変遷表（※細かい境界の変遷は省略） | 船引町町域の変遷表（※細かい境界の変遷は省略） | 船引町町域の変遷表（※細かい境界の変遷は省略） | 船引町町域の変遷表（※細かい境界の変遷は省略） | 船引町町域の変遷表（※細かい境界の変遷は省略） | 船引町町域の変遷表（※細かい境界の変遷は省略） |
| 1868年 以前                                   | 1868年 以前                                   | 明治22年 4月1日                               | 明治22年 - 昭和19年                           | 昭和20年 - 昭和64年                           | 平成元年 - 現在                               | 現在                                          |
| --------------------------------------------- | --------------------------------------------- | --------------------------------------------- | --------------------------------------------- | --------------------------------------------- | --------------------------------------------- | --------------------------------------------- |
|                                               | 船引村                                        | 片曾根村                                      | 昭和9年4月1日 船引町に 町制施行               | 昭和30年4月1日 船引町                         | 平成17年3月1日 田村市                         | 田村市                                        |
|                                               | 今泉                                          | 片曾根村                                      | 昭和9年4月1日 船引町に 町制施行               | 昭和30年4月1日 船引町                         | 平成17年3月1日 田村市                         | 田村市                                        |
|                                               | 春山村                                        | 文珠村                                        | 文珠村                                        | 昭和30年4月1日 船引町                         | 平成17年3月1日 田村市                         | 田村市                                        |
|                                               | 粠田村                                        | 文珠村                                        | 文珠村                                        | 昭和30年4月1日 船引町                         | 平成17年3月1日 田村市                         | 田村市                                        |
|                                               | 石森村                                        | 文珠村                                        | 文珠村                                        | 昭和30年4月1日 船引町                         | 平成17年3月1日 田村市                         | 田村市                                        |
|                                               | 北鹿又村                                      | 美山村                                        | 美山村                                        | 昭和30年4月1日 船引町                         | 平成17年3月1日 田村市                         | 田村市                                        |
|                                               | 長外路村                                      | 美山村                                        | 美山村                                        | 昭和30年4月1日 船引町                         | 平成17年3月1日 田村市                         | 田村市                                        |
|                                               | 石沢村                                        | 瀬川村                                        | 瀬川村                                        | 昭和30年4月1日 船引町                         | 平成17年3月1日 田村市                         | 田村市                                        |
|                                               | 新舘村                                        | 瀬川村                                        | 瀬川村                                        | 昭和30年4月1日 船引町                         | 平成17年3月1日 田村市                         | 田村市                                        |
|                                               | 門鹿村                                        | 瀬川村                                        | 瀬川村                                        | 昭和30年4月1日 船引町                         | 平成17年3月1日 田村市                         | 田村市                                        |
|                                               | 大倉村                                        | 瀬川村                                        | 瀬川村                                        | 昭和30年4月1日 船引町                         | 平成17年3月1日 田村市                         | 田村市                                        |
|                                               | 上移村                                        | 移村                                          | 移村                                          | 昭和30年4月1日 船引町                         | 平成17年3月1日 田村市                         | 田村市                                        |
|                                               | 南移村                                        | 移村                                          | 移村                                          | 昭和30年4月1日 船引町                         | 平成17年3月1日 田村市                         | 田村市                                        |
|                                               | 北移村                                        | 移村                                          | 移村                                          | 昭和30年4月1日 船引町                         | 平成17年3月1日 田村市                         | 田村市                                        |
|                                               | 中山村                                        | 移村                                          | 移村                                          | 昭和30年4月1日 船引町                         | 平成17年3月1日 田村市                         | 田村市                                        |
|                                               | 横道村                                        | 移村                                          | 移村                                          | 昭和30年4月1日 船引町                         | 平成17年3月1日 田村市                         | 田村市                                        |
|                                               | 芦沢村                                        | 芦沢村                                        | 芦沢村                                        | 昭和30年4月1日 船引町                         | 平成17年3月1日 田村市                         | 田村市                                        |
|                                               | 堀越村                                        | 七郷村 の一部                                 | 七郷村の一部                                  | 昭和30年4月1日 船引町                         | 平成17年3月1日 田村市                         | 田村市                                        |
|                                               | 遠山沢村                                      | 七郷村 の一部                                 | 七郷村の一部                                  | 昭和30年4月1日 船引町                         | 平成17年3月1日 田村市                         | 田村市                                        |
|                                               | 永谷村                                        | 七郷村 の一部                                 | 七郷村の一部                                  | 昭和30年4月1日 船引町                         | 平成17年3月1日 田村市                         | 田村市                                        |
|                                               | 椚山村                                        | 七郷村 の一部                                 | 七郷村の一部                                  | 昭和30年4月1日 船引町                         | 平成17年3月1日 田村市                         | 田村市                                        |
|                                               | 門沢村                                        | 七郷村 の一部                                 | 七郷村の一部                                  | 昭和30年4月1日 船引町                         | 平成17年3月1日 田村市                         | 田村市                                        |
|                                               | 笹山村の一部                                  | 要田村                                        | 要田村                                        | 昭和32年 船引町に編入                         | 平成17年3月1日 田村市                         | 田村市                                        |
|                                               | 荒和田村の一部                                | 要田村                                        | 要田村                                        | 昭和32年 船引町に編入                         | 平成17年3月1日 田村市                         | 田村市                                        |
|                                               | 熊耳村の一部                                  | 要田村                                        | 要田村                                        | 昭和32年 船引町に編入                         | 平成17年3月1日 田村市                         | 田村市                                        |
|                                               | 南成田村の一部                                | 要田村                                        | 要田村                                        | 昭和32年 船引町に編入                         | 平成17年3月1日 田村市                         | 田村市                                        |

## 地区
船引地区、文珠地区、美山地区、瀬川地区、移地区、芦沢地区、七郷地区、要田地区

## 交通

### 鉄道
- 東日本旅客鉄道（JR東日本）
  - ■磐越東線
    - 磐城常葉駅 - 船引駅 - 要田駅
- 中心となる駅：船引駅

### 道路
高速道路
- 磐越自動車道
  - 船引三春IC

一般国道
- 国道288号
- 国道349号

主要地方道
- 福島県道19号船引大越小野線
- 福島県道50号浪江三春線
- 福島県道57号郡山大越線

一般県道
- 福島県道113号常葉芦沢線
- 福島県道119号本宮常葉線
- 福島県道154号常葉野川線
- 福島県道172号船引停車場線
- 福島県道299号実沢要田線
- 福島県道300号門沢三春線
- 福島県道303号石沢荻田線
- 福島県道364号上移常葉線

- 路線バス
  - 福島交通…町内に福島交通船引出張所が設けられている

## 教育

### 高等学校
- 福島県立船引高等学校

### 中学校
- 田村市立船引中学校
- 田村市立船引南中学校

### 小学校
- 田村市立船引小学校
- 田村市立美山小学校
- 田村市立船引南小学校

## 著名な出身者
- 助川啓四郎（船引町長、のち立憲政友会衆議院議員）
- 渡辺由紀（女優）
- 玄葉光一郎（衆議院議員）
- 荒井広幸（元新党改革参議院議員・元衆議院議員）
- 三原昌平（プロダクトデザイナー・大同大学教授）
- 渡辺高夫（陸上競技指導者、元仙台育英学園高等学校陸上競技部監督）
- 久保田正広（機械材料工学・日本大学教授）